# José Sanjurjo
José Sanjurjo y Sacanell, Rif 1. márkija (1872. március 28. – 1936. július 20.) spanyol katonatiszt, a Spanyol Hadsereg tábornoka volt, a Rif-háború egyik jelentős parancsnoka. Puccsot kísérelt meg hazájában a köztársaság megdöntésére 1932-ben, ami elbukott, és halálra ítélték. Ezt életfogytiglani szabadságvesztésre enyhítették és 1934-es szabadulását követően száműzetésbe vonult. A spanyol polgárháborút kirobbantó puccs vezéralakja volt, a részt vevő tábornokok őt kívánták vezetőjüknek. A puccs kezdete után három nappal, július 20-án repülőgép-balesetben meghalt Estoril közelében.

## Élete

### Fiatalkora és a Rif-háború
1872-ben született Pamplonában. Apja, Justo Sanjurjo Bonrostra százados karlista volt, ősei Don Carlos oldalán harcoltak. Kubában szolgált 1896-ban, majd részt vett a második melillai hadjáratban és a Rif-háborúban. 1925-ben ő vezette Alhucemasnál azt a kockázatos partraszálló hadműveletet, ami lehetővé tette Miguel Primo de Rivera számára az Abd el-Krim vezette rif lázadók legyőzését. A partraszálló erőket Francisco Franco vezette a csatában. A győzelem után XIII. Alfonztól megkapta a Gran Cruz de Carlos III kitüntetést és a csendőrség (spanyolul: Guardia Civil) vezetőjévé tették meg.

### Második köztársaság
Primo de Rivera 1923-ban puccsal átvette a hatalmat az országban, és katonai diktatúrát épített ki. Támogatottsága fokozatosan csökkent, és Rivera 1930 januárjában lemondott. A király Dámaso Berenguer tábornokot bízta meg új kormány alakításával. Ez felbosszantotta Sanjurjót, aki sokkal jobb képességűnek tartotta magát nála. Berenguer nem tudott alternatívát nyújtani Riverához képest, és az 1931-es helyhatósági választáson a monarchista pártok alacsony támogatottságot szereztek, miközben egyre nagyobb tömeg gyűlt össze Madrid utcáin. Arra a kérdésre, hogy a kormányzat számíthat-e a csendőrség támogatására, Sanjurjo nemleges választ adott. Ezután lemondott a király és kikiáltották a köztársaságot.
Sanjurjo az első tábornokok között volt, akit a köztársasági haderő parancsnokságába neveztek ki, ám továbbra is a monarchia támogatója maradt. Manuel Azaña miniszterelnökkel a katonai reformok miatt való összeütközését követően leváltották, és helyére Miguel Cabanellas került, Sanjurjót pedig a vámőrség vezetőjévé fokozták le. Ezek, illetve a Katalóniának biztosított autonómia arra késztették, hogy puccsot készítsen elő a karlista Fal Conde segítségével a kormány ellen. A sanjurjada néven ismertté vált lázadást Sevillában kiáltotta ki 1932. augusztus 10-én. Sanjurjo kijelentette, hogy a fellépése csak a jelenlegi kormányzat és nem a köztársaság ellen szól, azonban a puccs csak Sevillában járt sikerrel, míg Madridban teljesen elbukott. Megpróbált Portugáliába menekülni, de Huelvánál úgy döntött, feladja magát.
Halálra ítélték, az ítéletet azonban nem hajtották végre és később életfogytig tartó szabadságvesztésre enyhítették. 1934 márciusában Lerroux elnök amnesztiájával szabadult és száműzetésbe vonult Portugáliába.

### 1936-os puccs és halála
A Népfront 1936-os győzelme után olyan intézkedések sora következett, ami súlyosan sértette a jobboldali érdekeket, mint például a földreform és a baloldali politikai foglyok szabadon bocsátása. Ezért a tábornokok egy része szervezkedésbe kezdett a kormány megdöntése érdekében. A puccs névleges vezetője Sanjurjo lett, a szervezési feladatokat Emilio Mola vállalta, és a harmadik jelentős személy Francisco Franco lett, akinek a Spanyol Idegenlégió támogatását kellett biztosítani. A három vezető egymás ellentéte volt: Sanjurjo harsány, Mola gyanakvó, Franco pedig zárkózott. A vállalkozáshoz később több más tiszt is csatlakozott, mint például Gonzalo Queipo de Llano.
Az 1936-os spanyolországi puccs július 17-én tört ki Spanyol Marokkóban és a rá következő napon az anyaországban. Sanjurjo repülőgéppel akart visszatérni, hogy átvegye az államfői tisztet. Annak ellenére, hogy megfelelő méretű repülőgép is rendelkezésre állt, egy jóval kisebbet választott ki az útra, amit Juan Antonio Ansaldo vezetett. Az ő figyelmeztetése ellenére túl nehéz csomagot pakolt fel, mondván, hogy Spanyolország új vezetőjeként megfelelő ruhákat kell viselnie. A túlterhelt gép nem sokkal a felszállás után lezuhant és Sanjurjo meghalt a balesetben. Mivel egy évvel később a nacionalisták másik jelentős vezetője, Emilio Mola is repülőgép-balesetben vesztette életét, többen Francót hozták kapcsolatba ezekkel az esetekkel, aki ezután a nacionalisták és Spanyolország vezetője lett.

## Fordítás
Ez a szócikk részben vagy egészben  a   José Sanjurjo című angol Wikipédia-szócikk ezen változatának fordításán alapul.  Az eredeti cikk szerkesztőit annak laptörténete sorolja fel. Ez a jelzés csupán a megfogalmazás eredetét és a szerzői jogokat jelzi, nem szolgál a cikkben szereplő információk forrásmegjelöléseként.